# Geoendomychus mus
Geoendomychus mus is een keversoort uit de familie zwamkevers (Endomychidae). De wetenschappelijke naam van de soort werd in 1927 gepubliceerd door Gilbert John Arrow.